# Kvissle kraftverksdamm
Kvissle kraftverksdamm är en sjö i Falköpings kommun i Västergötland som är en del av Lidan och ingår därmed i Göta älvs huvudavrinningsområde. Dammen har en fallhöjd på 7 meter och turbinen en effekt på 300 kW. Kraftverket uppfördes 1917. Magasinsytan är 0,045 kvadratkilometer och krönlängden 157 meter. Medelvattenföringen är 4,1 m³/s.
Ett stenkast uppströms kraftverksdammen låg Kvissle såg och Kvissle kvarn, som båda drevs av vattenkraft. Dammen och kraftverket drevs mellan 1917 och 2018 av Falbygdens energi som efter drygt 100 år sålde det till familjen Andersson.

## Galleri

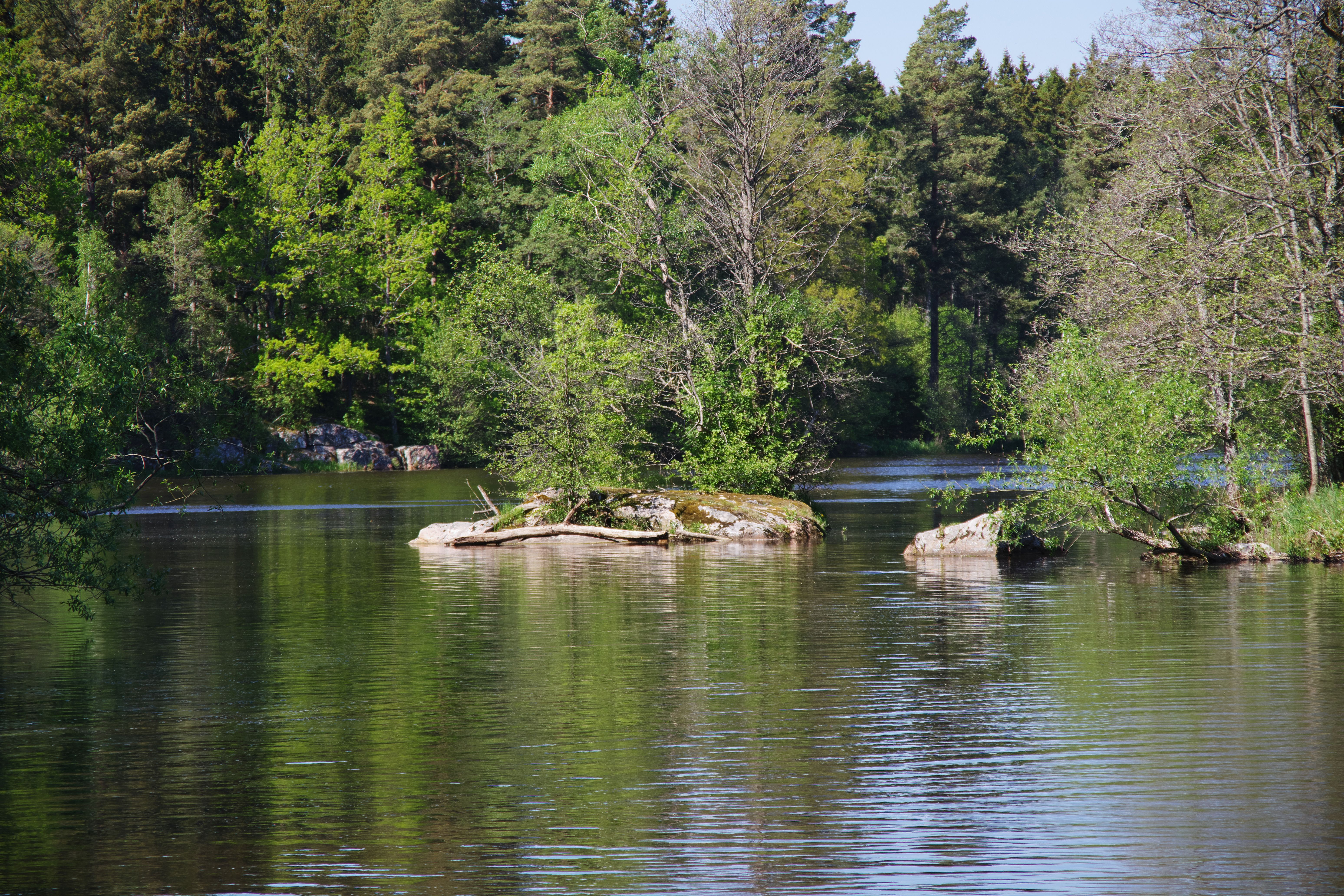
Södra delen.
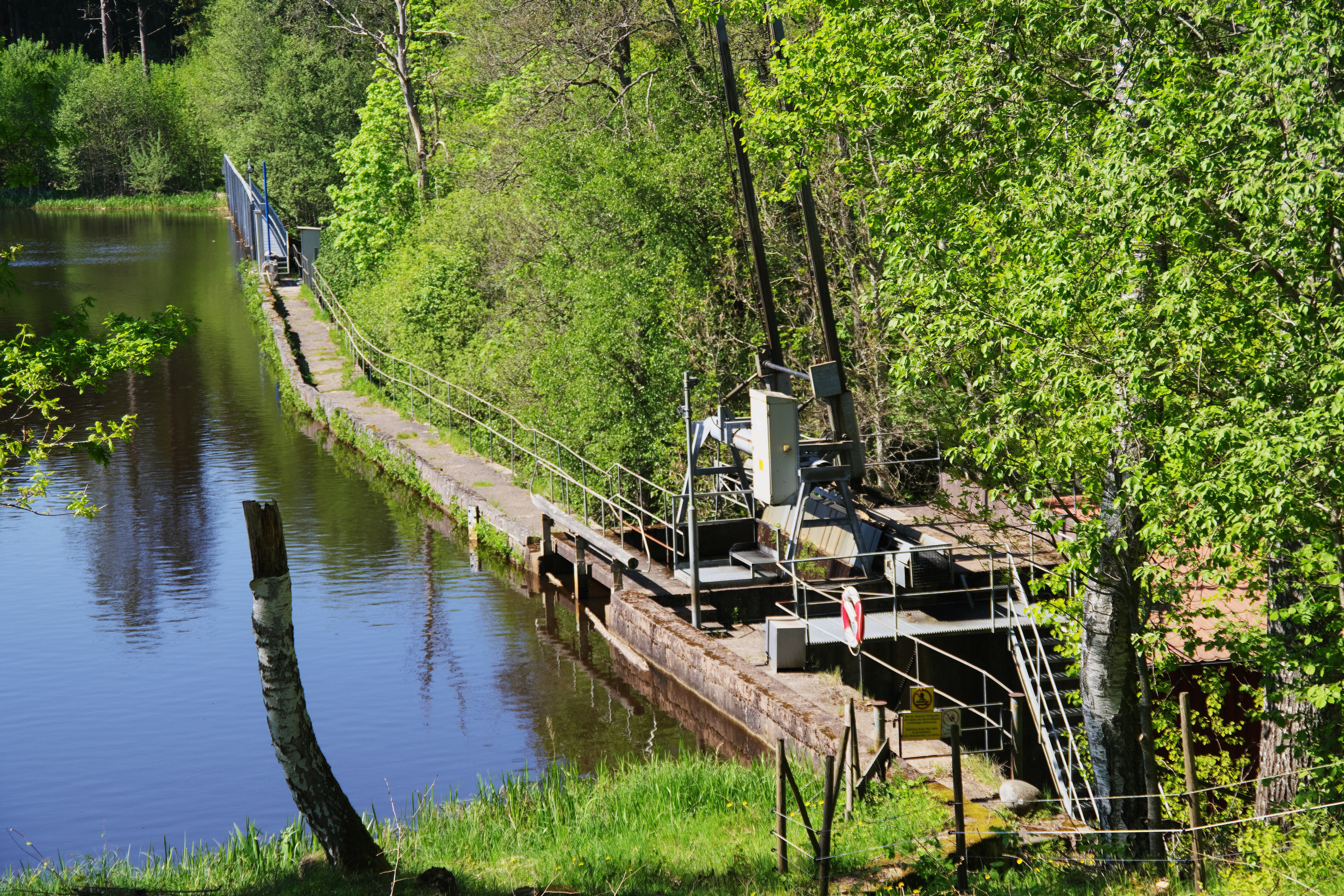
Dammbyggnaden i norra ändan av fördämningen.
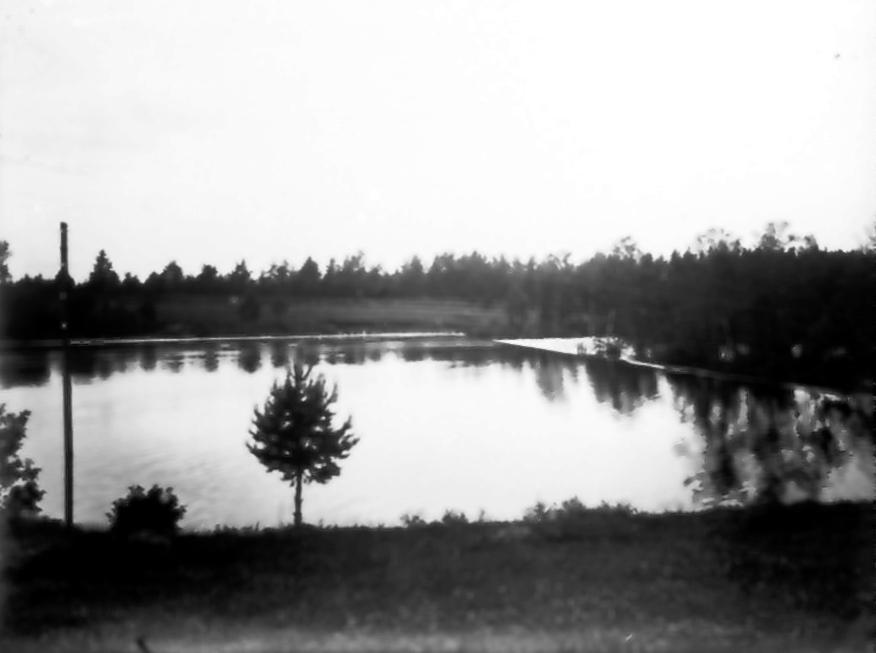
Foto från omkring 1917 av fördämningen.
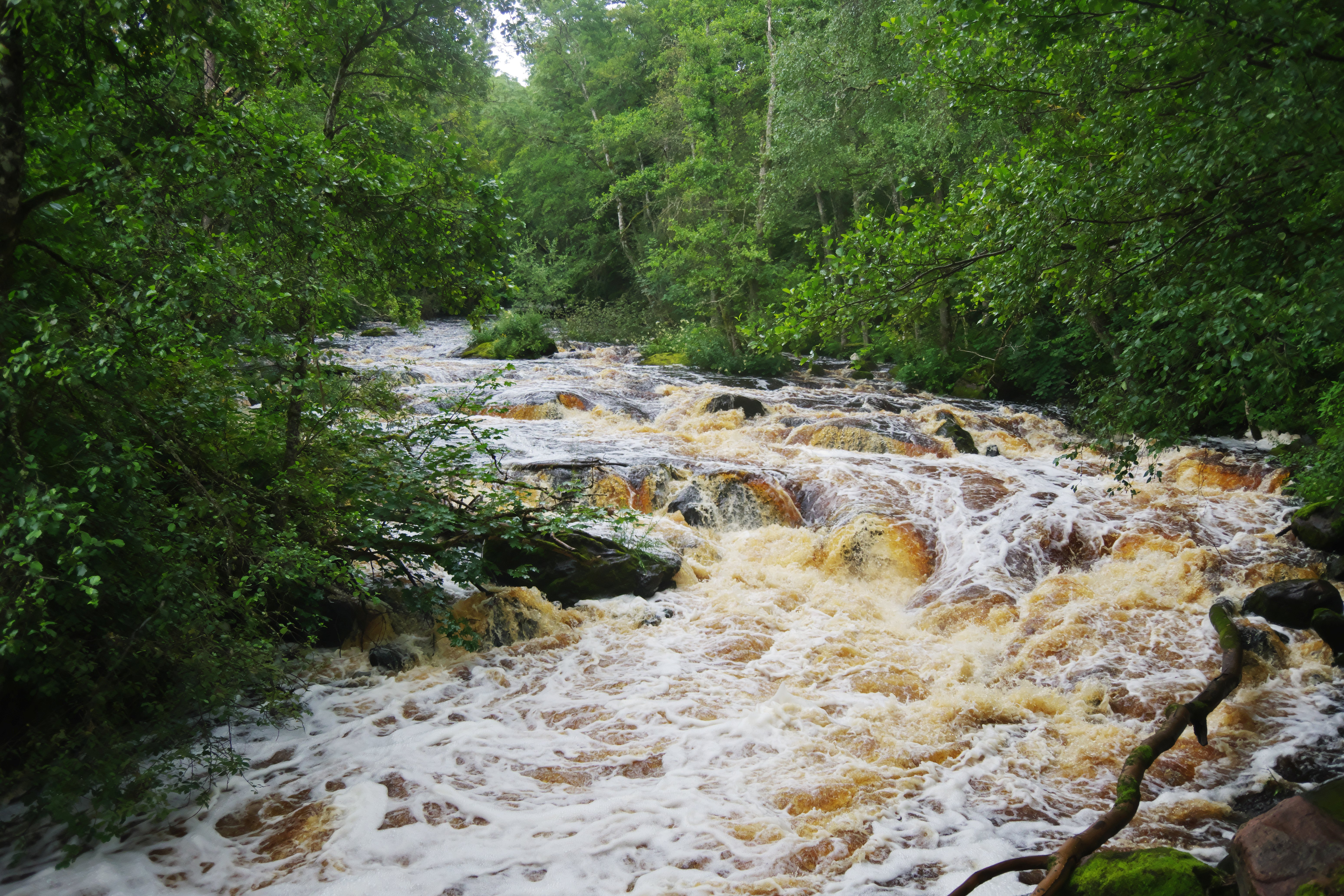
Sjöns största tillflöde den regniga sommaren 2024.